# 東洲崎町
東洲崎町（ひがしすざきまち）は、愛知県名古屋市中区の地名。

## 歴史

### 沿革
- 明治5年 - 愛知郡東洲崎町として成立[1][4]。
- 1908年（明治41年）4月1日 - 中区成立に伴い、同区東洲崎町となる[1]。
- 1944年（昭和19年）2月11日 - 栄区成立に伴い、同区東洲崎町となる[1]。
- 1945年（昭和20年）11月3日 - 栄区廃止に伴い、中区東洲崎町となる[1]。
- 1966年（昭和41年）3月30日 - 住居表示実施に伴い、一部が栄一丁目に編入される[1]。
- 1969年（昭和44年）10月21日 - 住居表示実施に伴い、大須一丁目に編入され消滅[1]。